# Oxiclorur de bismut
L'oxiclorur de bismut és un compost inorgànic de bismut amb la fórmula química BiOCl. És un sòlid blanc llustrós que de manera natural es troba en l'escàs mineral anomenat bismoclita.
És un component d'alguns productes cosmètics, i s'ha usat des de l'antigor, especialment a l'Antic Egipte. Les seves suspensions presenten iridescència similar a la del nacre.

## Estructura

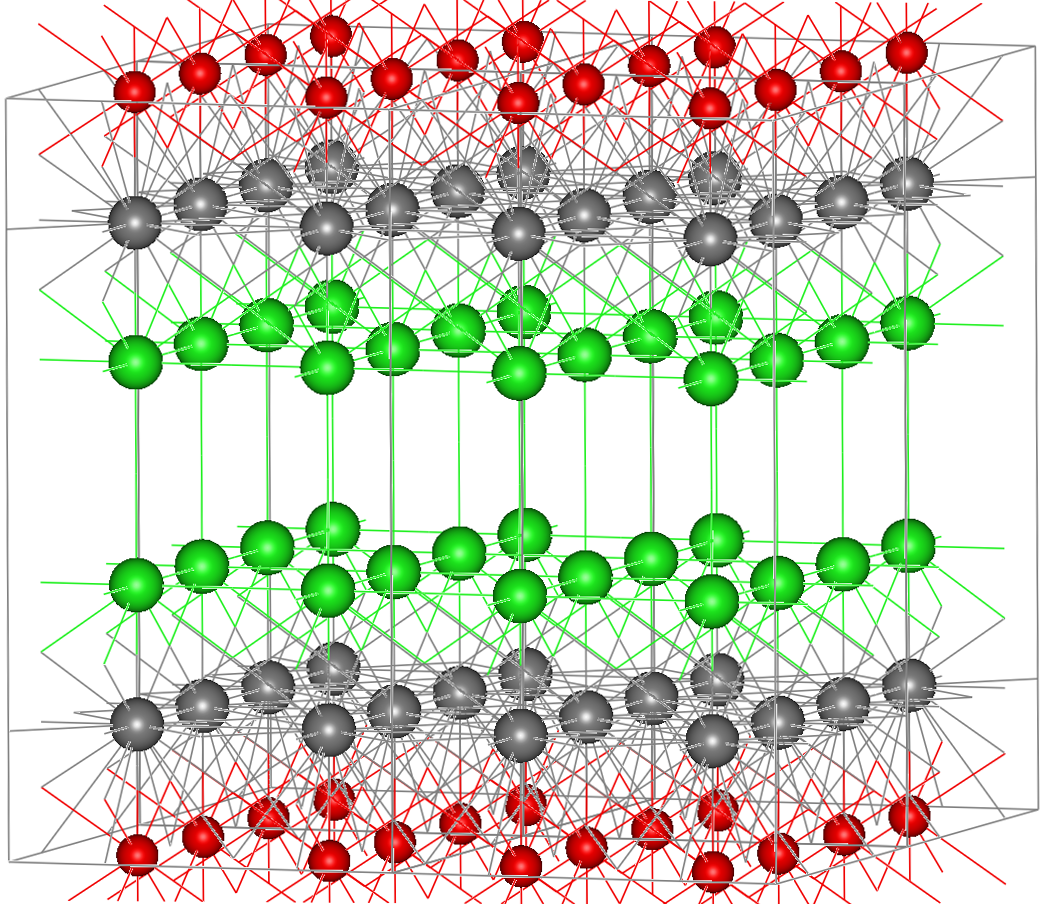
Estructura del mineral bismoclita

El BiOCl cristal·litza en sistema tetragonal. L'estructura del seu cristall es pot considerar que forma capes de Cl−, Bi3+ i O2− ions, en l'ordre Cl-Bi-O-Bi-Cl-Cl-Bi-O-Bi-Cl.

## Síntesi i reaccions
El BiOCl es forma durant la reacció del clorur de bismut amb aigua, és a dir, la hidròlisi:
BiCl₃ + H₂O → BiOCl + 2 HCl
quan s'escalfa per sobre de 600 °C, el BiOCl es converteix en Bi24O31Cl10, amb una estructura en capes complexa.

## Ús
En cosmètica forma part d'un pigment perlat que es troba en les ombres dels ulls, esprais de cabells, poliments d'ungles i d'altres productes cosmètics".
El BiOCl existeix a la natura en el mineral bismoclita, el qual forma part del grup minerla de la matlockita.
Un compost anàleg és l'oxinitrat de bismut amb ions nitrat en lloc del ions clorur. També es fa servir com pigment blanc.